# Карл Дітріх Гаррієс
Карл Дітріх Гарріс (5 серпня 1866 — 3 листопада 1923) — німецький хімік, народжений у Лукенвальде, Бранденбург, Пруссія. Він отримав докторський ступінь у 1892 році. У 1900 році він одружився з Гертою фон Сіменс, дочкою генія-електрика Вернера фон Сіменса та винахідницею одного з найперших генераторів озону. У 1904 році він перейшов на посаду професора до Кільського університету, де залишався до 1916 року. За цей час він опублікував численні статті про озоноліз. Його основна публікація, що детально описує озоноліз, була опублікована в Liebigs Ann. Chem. 1905, 343, 311. Незадоволений академічним життям і не змігши отримати жодної з двох посад в університетах, він залишив академічні кола, щоб стати директором з досліджень у Siemens та Halske. Він помер 3 листопада 1923 року від ускладнень після операції з приводу раку. Він був похований на південно-західному кладовищі Штансдорф поблизу Берліна.
Його прадідом був німецький теолог Генріх Гарріс.

## Досягнення
Він досліджував полімери та каучук. Він показав, що каучук складається з повторюваних ланок. Він розробив експериментальні процедури озонолізу, продемонстрував спільність реакції ненасичених сполук з озоном і показав, що озон можна використовувати для синтезу різноманітних сполук.